# Reinhard Stumpf
Reinhard Stumpf (né le 26 novembre 1961) est un joueur de football allemand.

## Carrière

### Carrière de joueur
Il commença sa carrière à l'âge de 13 ans comme défenseur.
Avec les Kickers Offenbach, il acheva la 2. Bundesliga. Il quitta le club pour Karlsruher SC.
Il le quitta de nouveau pour les Kickers Offenbach.
Ensuite, il alla jouer trois ans au 1.FC Kaiserslautern. En 1992, il fut transféré au Galatasaray SK. En 1993, il gagna la coupe et le championnat. En 1994, il retourne en Allemagne au FC Cologne où il jouera deux ans en Bundesliga avant qu'il ne parte pour le Brumel Sendai en 1996 (Japon).
Puis il revenu en Allemagne où il joua à Hanovre 96, en 1997 avant de finir sa carrière.

### Carrière d'entraîneur
Reinhard Stumpf, était l'adjoint de deux des plus grands entraîneurs à savoir l'Allemand Otto Rehhagel et le Belge Eric Gerets.
Après avoir pris la tête de l'équipe de Galatasaray, il est allé au Gençlerbirliği où il ne resta pas longtemps faute de résultats.
À sa place, Bülent Korkmaz fut amené.

## Palmarès

### En tant que joueur
1. FC Kaiserslautern
- Championnat d'Allemagne (1)
  - Champion en 1991
- Coupe d'Allemagne (1)
  - Vainqueur en 1990

 Galatasaray SK
- Championnat de Turquie (2)
  - Champion en 1993 et 1994

- Coupe de Turquie (1)
  - Vainqueur en 1993

### En tant qu'adjoint
1. FC Kaiserslautern
- Championnat d'Allemagne (1)
  - Champion en 1998

 Galatasaray SK
- Championnat de Turquie (1)
  - Champion en 2006

 Al-Hilal FC
- Championnat d'Arabie saoudite (1)
  - Champion en 2010
- Coupe d'Arabie saoudite (1)
  - Vainqueur en 2010